# Шняево
Шня́ево (чув. Кивӗ Ял, Кивьял, Ӗшнеуй, Шнеуй, Шнейӳ) — село Базарно-Карабулакского района Саратовской области, входит в состав муниципального образования Шняевского сельского совета. Расположено на левом берегу р. Шняевка, недалеко от места впадения её в реку Уза, в 34 км к северо-западу от районного центра, недалеко от границы с Пензенской области.
В селе имеется детский сад, школа, четыре магазина. Площадь села: 7307 Га.

## История
Сайт, посвященный чувашским обычаям и рассказывающий об истории чувашских городов и деревень так передает историю села:

 Село основано в 1692 г. отбывавшими трудовую повинность чувашами, отличившимися при постройке кораблей у Нижнего Новгорода. Им была пожалована грамота на поселение и использование земель в урочище реки Узы в Саратовской губернии царем Алексеем Михайловичем Романовым. 12 чувашских семей из трех сел Среднего Поволжья, а именно: из села Убей Убейской волости, из села Акса Городищенской волости Буинского уезда Симбирской губернии и из села Малые Яльчики Алексеевской волости Тетюшского уезда Казанской губернии — под предводительством Миксина Иштубаева поселились возле речки на правом притоке Узы. Они же несли и караульную службу по охране окраин русского государства. Кроме того, эти крестьяне принадлежали Адмиралтейству, поэтому в их обязанности входила поставка корабельного леса для флота и посылка плотников для строительства кораблей.
Когда переселенцев-чувашей стало довольно много и им стало не хватать земли, часть чувашей из сел Шняево и Белая Гора выселилась в отдельную деревню Абдуловка, куда также поселились ссыльные русские из Тульской губернии и часть татар из деревни Яковлевка.
Чуваши сел Шняево и Белая Гора были за редким исключением язычниками, и их крещение в XVIII, XIX и даже в начале XX вв. связано с притеснением некрещеного населения и предоставлением разного рода льгот крещеному населению царским правительством. При крещении и переписи населения при царствовании Петра I языческие имена и фамилии были переделаны на русский лад. Церковь в селе была построена в 1909 г.
В годы Великой Отечественной войны на фронтах воевали свыше 400 уроженцев сел Шняево и Белая Гора, из которых погибли около 150. Многие фронтовики были награждены орденами и медалями. В 1967 г. в центре села установлен обелиск с именами погибших во время войны.

## Название
Раньше местность изобиловала болотами, в которых водилось большое количество мошкары. Название села созвучно с чувашским  выражением "Шăна йăви", что переводится как "Мушиное гнездо" ("Гнездо мух").  Это дало основу для народной этимологии названия.  Другая версия - от имени голландского корабля Шняв, в строительстве которого в городе Таганрог принимали участие местные плотники, но она менее распространена среди жителей.
Как раз благодаря расположенным болотам (село с трех сторон было окружено болотами, а с четвертой протекала речка с высоким левобережьем) и было решено образовать здесь поселение. Это было вызвано необходимостью обеспечения безопасности от набегов калмыков и местность этому благоприятствовала.

## Население
В 1902 году в Шняево проживало 663 мужского и 683 женского пола, всего 1346 человек . В 1927 г. в Шняево было около 300 дворов и свыше 1300 жителей. В 1972 г. в двух соседних селах, включая с. Белая Гора, насчитывалось около 600 дворов и примерно 1680 человек. В настоящее время (2019) численность населения Шняево составляет 517 человек, из них пенсионеров и инвалидов — 116, детей до 18 лет — 76. Количество дворов — 223.
Более 90% населения составляют этнические чуваши, остальное население — русские и татары

## Земельные ресурсы
| Общая площадь территор. МО (га) | Муниципальн. земли (га) | С/Х угодий, всего (га) | В т.ч. пашня (га) | Сенокосы и пастбища (га) | Многолетние насаждения (га) | Орошаемых земель (га) | Прочие земли |
| 7307                            | 657                     | 4269                   | 4062              | 207                      | 130                         | -                     | 62           |

## Улицы села
- Победы
- Молодёжная
- Коммунаров
- Жданова
- Заречная
- Дружбы
- Октябрьская
- Мира
- Соловьиная